# The Wasps (Vaughan Williams)
Het toneelstuk The Wasps werd geschreven tussen 1908 en 1909 door de Britse componist Ralph Vaughan Williams. De eerste uitvoering vond plaats op 26 november 1909 in de New Theatre te Cambridge. Hierop volgden uitvoeringen op 27, 29 en 30 november en 1 december.
Op basis van de incidentele muziek voor dit toneelstuk schreef Ralph Vaughan Williams in 1909 eveneens een zelfstandige suite voor orkest, namelijk The Wasps, Aristophanic Suite in Five Movements, die voor de eerste maal werd uitgevoerd op 23 juli 1912 in de Queen's Hall te Londen door het New Symphony Orchestra onder leiding van de componist zelf.

## The Wasps
Het toneelstuk The Wasps werd gebaseerd op de Engelse vertaling van H. J. Edwards van de antieke Griekse komedie De wespen van Aristophanes. Opdracht tot het schrijven van de muziek kreeg Vaughan Williams van de Greek Play Committee aan de Universiteit van Cambridge, waarschijnlijk in juni 1908 toen hij zijn Toward the Unknown Region dirigeerde in Cambridge. Ralph Vaughan Williams was zelf een alumnus van deze universiteit. Het toneelstuk bestaat uit:
1. Overture. Allegro vivace
2. Deel I: Introduction (Nocturne). Adagio molto
3. Melodrama and Chorus. Allegro vivace
4. The Wasps' Serenade. Moderato
5. Chorus. Allegro molto
6. Chorus. Molto moderato
7. Melodrama and chorus. Allegro
8. Melodrama and chorus. Moderato
9. Deel II: Entr'acte and Introduction. Molto moderato
10. Melodrama and chorus. Andante con moto
11. March-Past of the Witnesses. Moderato alla marcia
12. Parabasis. Moderato - largamente - allegro moderato - molto vivace - allegro scherzando - andantino
13. Deel III: Entr'acte. Andante con moto
14. Introduction. Adagio (Er is ook een 14a, waarbij staat: "Repeat No. 13 from letter E.")[5]
15. Melodrama. Moderato alla marcia
16. Chorus. Moderato piacevole
17. Melodrama. Allegro — hierbij schreef de componist: "Founded on a Cambridgeshire folk song."[6]
18. Chorus and Dance. Molto vivace - moderato - allegro vivace - allegro vivacissimo - presto - molto moderato

Het orkest werd gevormd door drie en twintig studenten, aangevuld met pianist-componist James Friskin (die de timpani bespeelde), onder leiding van Haydn Inwards. De algehele uitvoering stond onder leiding van Charles Wood, die ook het koor had getraind. De acteurs waren studenten van diverse "colleges", zoals Trinity College, Christ's College, Gonville and Caius College, King's College, Jesus College en Corpus Christi College.

## The Wasps, Aristophanic Suite in Five Movements
Vanaf 1909 schreef Ralph Vaughan Williams aan een zelfstandige suite, die hij geheel baseerde op de muziek voor het toneelstuk. De woorden werden weggelaten. Uiteindelijk schreef hij een suite in vijf delen:
1. Overture. Allegro vivace — de ouverture is verreweg het bekendste deel van de suite.
2. Entr'acte. Molto moderato
3. March-Past of the Kitchen Utensils.
4. Entr'acte. Andante
5. Ballet and Final Tableau

De uitvoering op 23 juli 1912 werd bijgewoond door koning George V en koningin Mary.

## Aanbevolen literatuur
- Michael Kennedy, The Works of Ralph Vaughan Williams (Londen 1964).
- Ursula Vaughan Williams, R. V. W.: A Biography of Ralph Vaughan Williams (Londen 1963).